# Cratere Qi Baishi
Qi Baishi  è un cratere sulla superficie di Mercurio.